# Griekse parlementsverkiezingen 2007
De parlementsverkiezingen in Griekenland in 2007 voor de enige Kamer van het parlement stonden in het teken van de hervormingen in het onderwijs en het sociale stelsel.

## Verkiezingen
In Griekenland kent men legislatieve verkiezingen waarbij 300 zetels te verdelen zijn, zij vinden om de 4 jaar plaats en kennen een kiesdrempel van 3%. De partij met de meeste stemmen krijgt 40 zetels extra. De andere 260 zetels worden evenredig verdeeld op basis van het stemmenaantal, met inachtneming van de kiesdrempel. Alle ongeldige, blanco stemmen en die van partijen die het niet gehaald hebben gaan automatisch naar de grootste partij, op dit moment zijn dit de Conservatieven. Na 1 september was het niet meer toegestaan op opinie-peilingen te publiceren. Deze zouden het verkiezingsresultaat namelijk kunnen beïnvloeden.

## Uitslagen
De partij Nea Dimokratia (ND) van de zittende premier Kostas Karamanlis wist de verkiezingen te winnen. Hij hield een voorsprong van drie procent op zijn concurrent Giorgos Papandreou jr. van de sociaaldemocratische partij PASOK. Met de veertig extra zetels die de grootste partij krijgt had ND net genoeg zetels voor een meerderheid in het parlement. De partij vormde na de verkiezingen daarom alleen de regering. Bij de verkiezingen wist ook de Communistische Partij een forse winst te boeken. Zij stegen van 12 naar 22 zetels.
| Partij                                       | 2007  | 2007   | 2004  | 2004   | verschil | verschil | Europese Partij    |
| Partij                                       | perc. | zetels | perc. | zetels | perc.    | zetels   | Europees Parlement |
| -------------------------------------------- | ----- | ------ | ----- | ------ | -------- | -------- | ------------------ |
| Nieuwe Democratie (ND)                       | 41,8  | 152    | 45,4  | 165    | -3,6     | -13      | EPP                |
| Pan-Helleens Socialistische Beweging (PASOK) | 38,1  | 102    | 40,5  | 117    | -2,5     | -15      | PES                |
| Communistische Partij van Griekenland (KKE)  | 8,2   | 22     | 5,9   | 12     | 2,3      | +10      | EL                 |
| Coalitie van Radicaal-Links (SYRIZA)         | 5,0   | 14     | 3,3   | 6      | +2,7     | +8       | EL                 |
| Orthodox-Griekse Volkspartij/ADIE (LAOS)     | 3,8   | 10     | 2,2   | 0      | +1,6     | +10      | ADIE               |
| overig                                       | 3,1   | 0      | 2,6   | 0      | +0,7     | +0       | Geen               |
| Totaal                                       | 100,0 | 300    | 100,0 | 300    | +0,0     | +0       |                    |

- Opkomstpercentage: 74,1% (2007), 76,5% (2003)

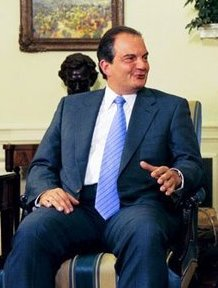
Kostas Karamanlis (ND)
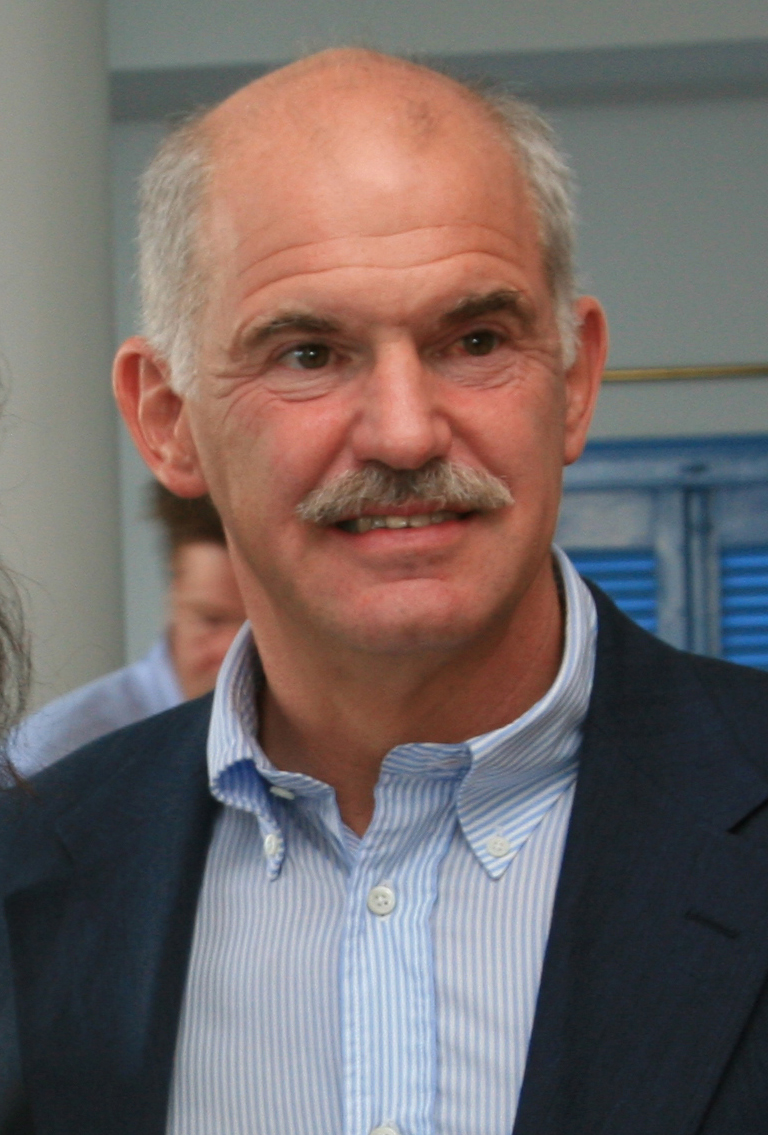
Giorgos Papandreou jr. (PASOK)

1950 · 1951 · 1952 · 1956 · 1958 · 1961 · 1963 · 1964 · 1974 · 1977 · 1981 · 1985 · 1989 (juni) · 1989 (nov.) · 1990 · 1993 · 1996 · 2000 · 2004 · 2007 · 2009 · 2012 (mei) · 2012 (juni) · 2015 (jan.) · 2015 (sep.) . 2019 · 2023 (mei) · 2023 (jun.)